# Vålberg
Vålberg est une localité de Suède dans la commune de Karlstad située dans le comté de Värmland.
Sa population était de 2 736 habitants en 2019.